# Експедиція підводних робіт особливого призначення
ЕПРОП — Експедиція підводних робіт особливого призначення (рос. Экспедиция подводных работ особого назначения — ЭПРОН) — державна організація в СРСР, що займалася підняттям затонулих кораблів і підводних човнів. Створена 17 грудня 1923 року, до 1931 знаходилася під керівництвом ОДПУ, потім передана Наркомату шляхів сполучення, в 1936 році — Наркомату водного транспорту, а в 1939 — Наркомату морського флоту.

## Історія

### Створення
З 1908 року інженер Язиков Володимир Сергійович безрезультатно намагався отримати дозвіл на організацію роботи по підйому англійського корабля «Принц», що затонув під час Кримської війни під Балаклавою в числі інших восьми суден союзної ескадри, розбитої ураганом. З 70-х років XIX століття «Принца» шукали німці, французи, норвежці, італійці, так як вважалося, що він перевозив золото.
На початку 1923 року Язиков потрапив на прийом до голови ДПУ при НКВД РРФСР Генріха Ягоди і зумів зацікавити його ідеєю підйому «Чорного принца». 13 березня 1923 року Ягода віддав наказ про створення ЕПРОП, затвердив її перший штат (ініціативна група — Язиков, Карпович та інженер Даниленко, автор глибоководного апарату) і голову — Язикова.

### Подальша діяльність

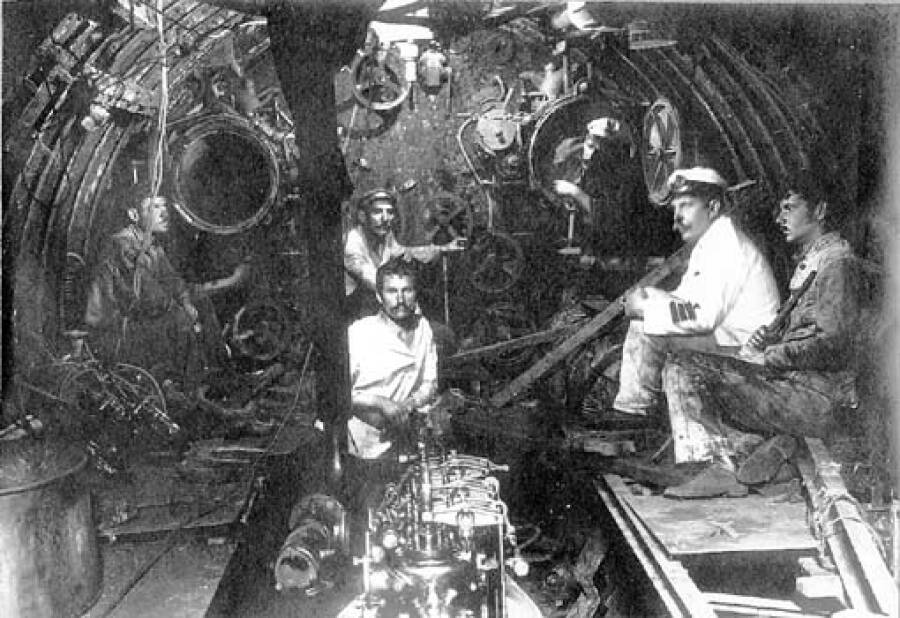
Водолази ЕПРОН у піднятому підводному човні «Пелікан», 1924 рік

Розшуки «Чорного принца» успіхів не принесли, але в 1924-28 роках ЕПРОП вдалося підняти підводний човен «Пелікан», затоплений в 1920 році білогвардійцями при вході в одеську гавань, ескадрений міноносець «Фелікс Дзержинський» (колишня «Каліакрія»), британський підводний човен L-55. В 1929 році під егідою ЕПРОП фактично була сконцентрована вся водолазна та кораблепідйомна справа на всіх морях і ріках СРСР.
У 1933 році з дна Кандалакської затоки (Біле море) був піднятий криголамний пароплав «Садко», який затонув у 1916 році. Підняття криголаму з 25-тиметрової глибини провадилось за допомогою 12 циліндрічних понтонів підйомною силою по 200 тонн кожний. Того ж року біля берегів Шпіцбергену (Баренцеве море) у важких умовах полярної ночі, при великому морозі, був врятований криголам «Малигін», що здобув велику пробоїну. Епропівці, працюючи під водою, залатали пробоїну й криголам попрямував до Мурманська.
В 1934 році, за рекомендацією академіка Крилова, на роботу в ЕПРОП був запрошений Рубен Абгарович Орбелі, що пізніше започаткував підводну археологію в СРСР.
2 вересня 1937 року в затоці Карські Ворота, поблизу Нової Землі, з підводної скелі був знятий криголам «Сибіряков», який протягом 10 місяців перебував у полоні арктичної стихії.
У червні 1938 року в Каспійському морі піднятий пароплав «Пушкін», а у листопаді того ж року в Чорному морі здійснено підйом вантажо-пасажирського пароплаву «Петро Великий».
До 1941 року ЕПРОП в своєму складі нараховував більше трьох тисяч чоловік. Мав підрозділи в Ленінграді, Архангельську, Баку, Одесі, Новоросійську, Туапсе, Керчі, Астрахані, Владивостоці, Хабаровську. Організація виконала роботи по підйому 450 суден загальною водомісткістю 210 тисяч тонн, крім того, було врятовано 188 аварійних кораблів.

### В складіВМФ СРСР
В 1941 році ЕПРОП був переданий ВМФ, згодом переформований в аварійно-рятувальну службу (з 1979 року — пошуково-рятувальна служба), яка за роки війни надала допомогу 745 суднам, зняла з берега 840, підняла 1920 кораблів і катерів загальною водомісткістю понад 1 млн тонн.
11 серпня 1941 року при відділі розвідки Балтійського флоту була сформована «Рота особливого призначення» — РОП (рос. Рота особенного назначения - РОН) в складі 146 одиниць, укомплектована командирами і водолазами, що отримала спеціальну підготовку в Воєнно-морській медичній академії та ЕПРОПі. Підрозділом керував лейтенант Прохватилов, в 1945 році роту розформували.

## Нагороди
У 1929 році ЕПРОП був нагороджений орденом Трудового Червоного Прапора.

## Список піднятих кораблів
- «Пелікан»;
- «Каліакрія»;
- «L-55».